# 薩馬眼鏡蛇
萨马眼镜蛇（学名：Naja samarensis；英语：Samar cobra、Peters' cobra、southern Philippine cobra、Visayan cobra）是眼镜蛇属的一种剧毒毒蛇，分布于菲律宾的维萨亚斯和棉兰老岛，体长可达1.4米，栖息地较广，也见于人类居住地和农田附近。

## 保育狀況
其被列為《瀕危野生動植物種國際貿易公約》附錄二的物種，被限制出口及貿易。